# 盧克麗霞·加菲爾德
盧克麗霞·魯道夫·加菲爾德（英語：Lucretia Rudolph Garfield，1832年4月19日－1918年3月13日）是第二十任美國總統詹姆士·艾布拉姆·加菲爾德的妻子，曾於1881年3月至9月其夫任總統期間擔任美國第一夫人。
盧克麗霞·加菲爾德出生於加勒茨維爾，並於1849年在吉奧格神學院首次認識其後的丈夫詹姆士·加菲爾德，並在長時間的相處後在1858年正式結婚。二人育有七個孩子，其中五個存活至成年。盧克麗霞的高學歷及好奇心使她能夠理解共和黨內部的勾心鬥角，並以此協助其夫的政治生涯。她作為第一夫人在白宮期間備受尊重，但在幾個月後隨即因為身染瘧疾而前往朗布蘭奇休養。
1881年7月，詹姆士·加菲爾德遇刺並遭查爾斯·J·古提奧槍傷。他在遇刺的兩個半月後因槍傷引起的併發症去世，此前盧克麗霞一直陪伴在他的床邊。她在卸任第一夫人職務後回到俄亥俄州的舊居，該處居所其後改建為詹姆斯·A·加菲爾德紀念館。她的餘生主要用於保存其夫生前的文件等，建立了初期的總統圖書館。